# Орден Людвига
Орден Людвига (нем. Ludwigsorden) — орден за заслуги, существовавший в великом герцогстве Гессен-Дармштадт в 1807, 1831—1918 годах. Являлся наиболее почётным орденом великого герцогства.

## История
Орден был учреждён указом великого герцога (до 1806 года – ландграфа) Людвига I 25 августа 1807 года. 14 августа 1831 года великий герцог Людвиг II провозгласил статуты ордена. Он стал иметь пять степеней:
- Большой крест (нем. Großkreuz)
- Командор первого класса (нем. Komtur I. Klasse)
- Командор второго класса (нем. Komtur II. Klasse)
- Рыцарь первого класса (нем. Ritter I. Klasse)
- Рыцарь второго класса (нем. Ritter II. Klasse)

В 1853 году к орденскому знаку жаловалась золотая, а с 1859 года — также и серебряная медаль. В 1912 году великий герцог Гессен-Дармштадта Эрнст Людвиг сократил количество классов, оставив лишь один класс для рыцарей. Далее, Рыцарский крест 1-го класса вручался отныне как Почётный крест. В ознаменование 25-летнего юбилея своего правления Эрнст Людвиг в 1917 году учреждает к ордену золотую цепь.
Первоначально орденом Людвига награждались как военные, так и гражданские лица, а также иностранцы. С началом Первой мировой войны он становится военным орденом «За заслуги».

## Описание
Орденский знак представляет собой восьмиконечный золотой крест, покрытый чёрной эмалью, с красно-золотой окантовкой. На красном медальоне креста находится латинская буква «L» — первая буква имени основателя. На белом с золотой окантовкой ободке медальона находится надпись золотыми буквами — «FÜR VERDIENST» (За заслуги). На обратной стороне креста — девиз ордена в 4 строки: «GOTT EHRE VATER LAND» ("БОГ ЧЕСТЬ ОТЕЧЕСТВО") на белом фоне, обрамленная лавровым венком. Над крестом — корона с пятью дужками. 
Звезда Большого креста восьмиконечная, девиз «GOTT EHRE VATER LAND» - золотом на чёрном медальоне, лавровый венок на белом ободке медальона. Звезда командора I класса в форме знака ордена, увеличенного до размеров звезды, по углам - серебряные лучи. 
Большой крест носили на широкой ленте от левого плеча  к правому бедру с восьмиконечной нагрудной звездой. Командоры носили свой знак на шейной ленте. Рыцари носили орден на левой стороне груди.
Орденская лента чёрного цвета с широкими красными полосами по краям.

## Иллюстрации

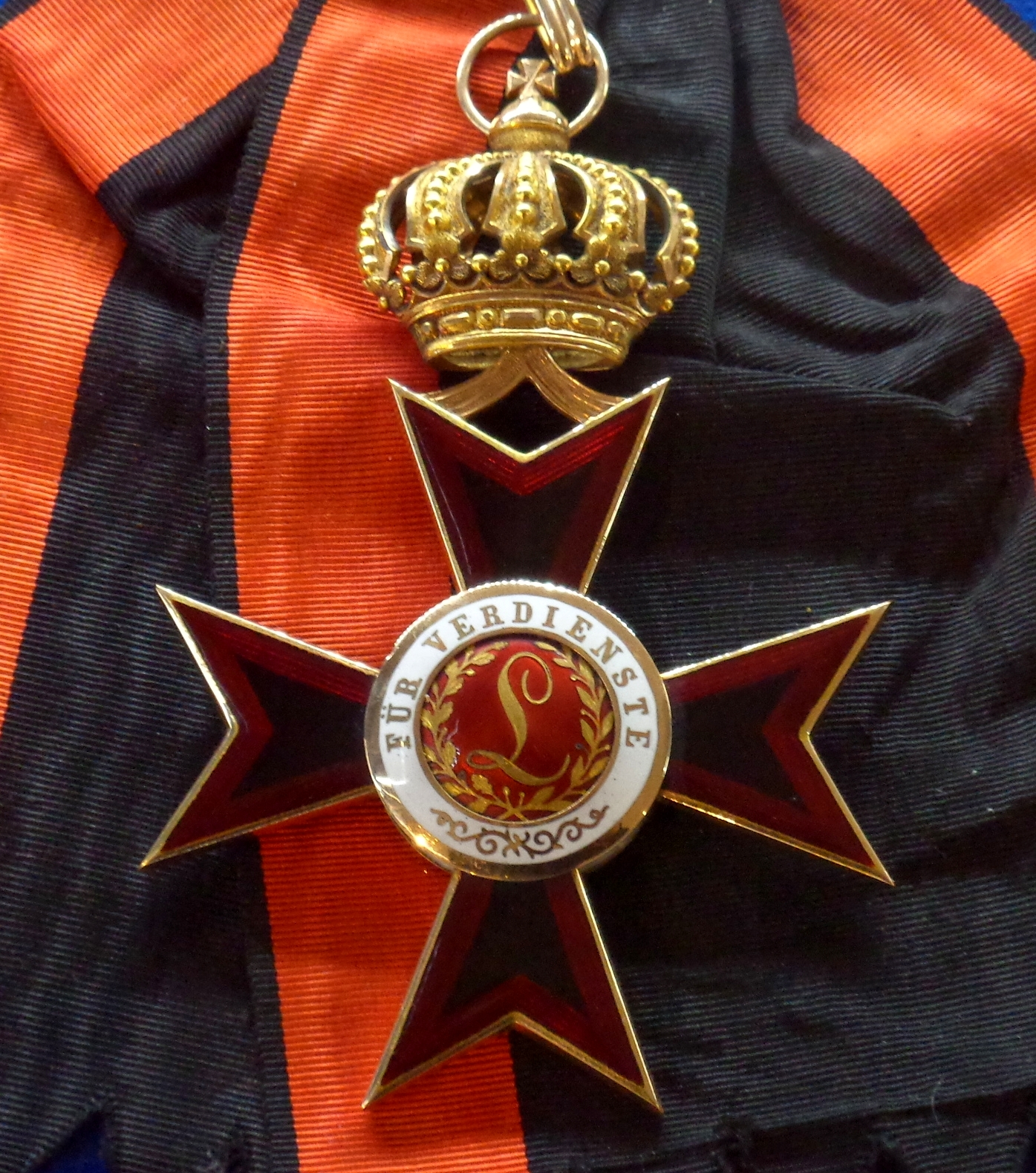
Знак Большого креста
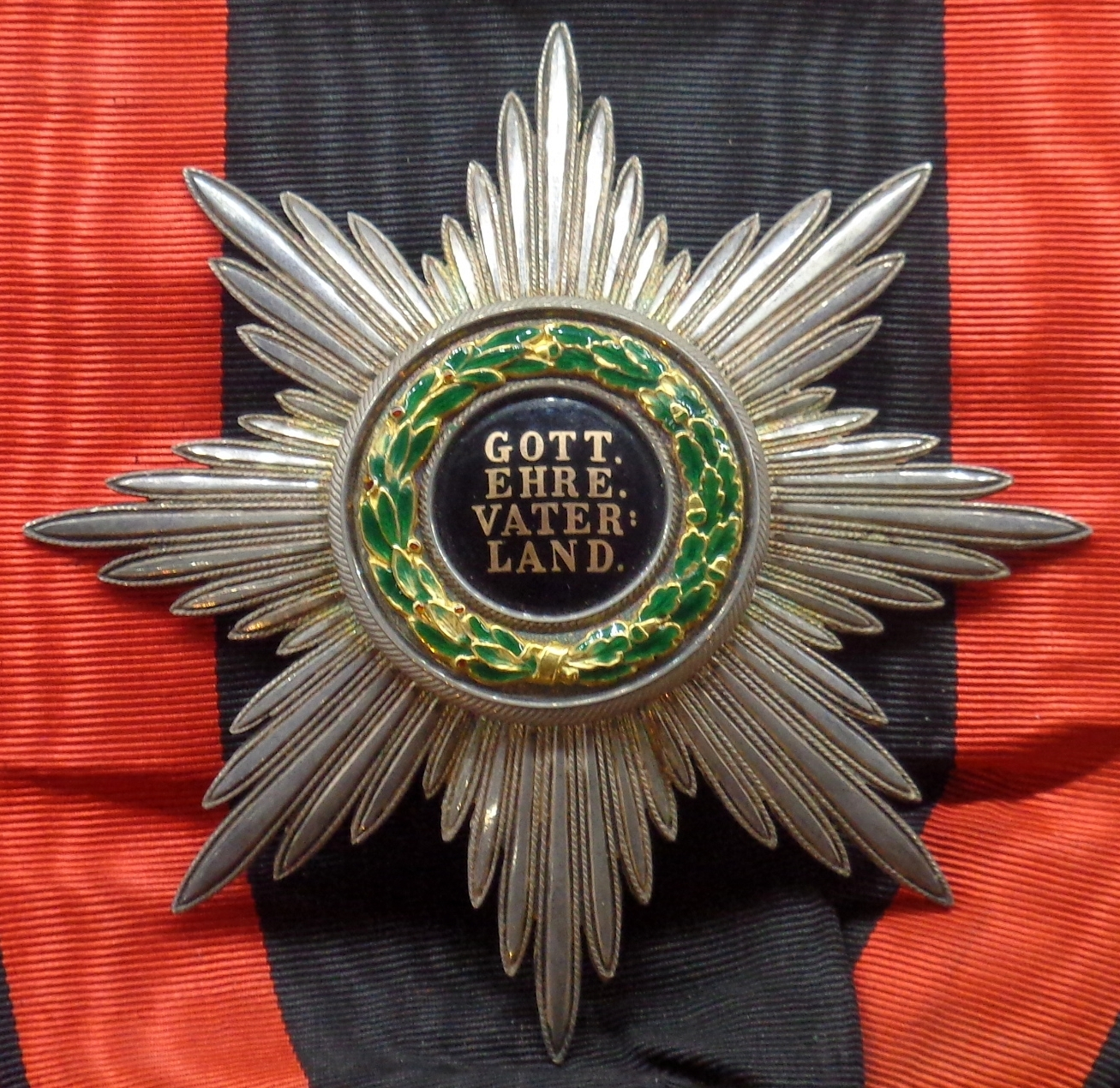
Звезда Большого креста
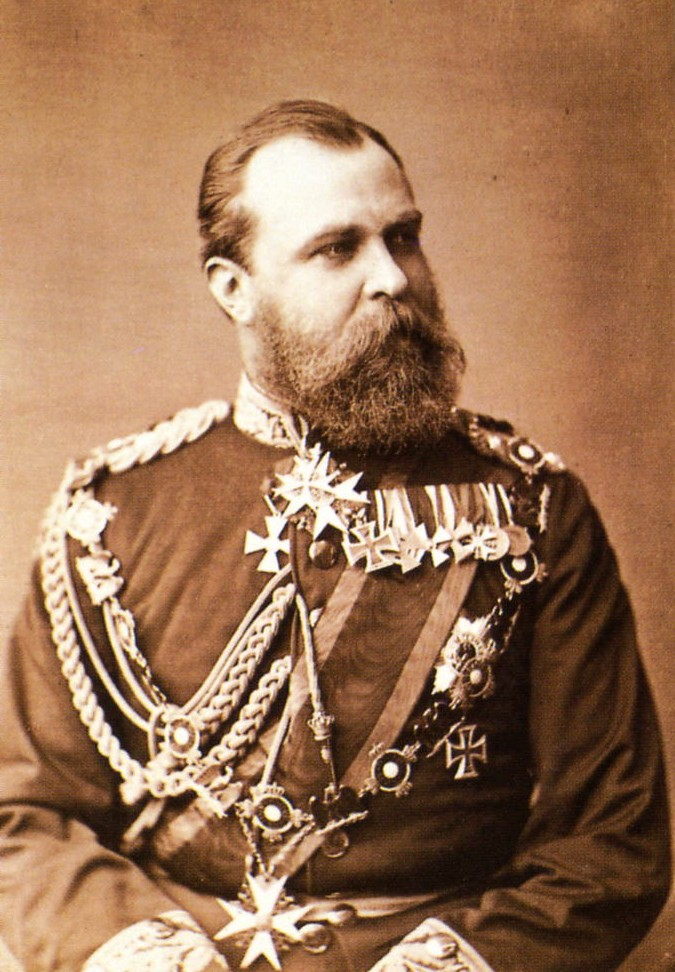
Людвиг IV с лентой ордена Людвига
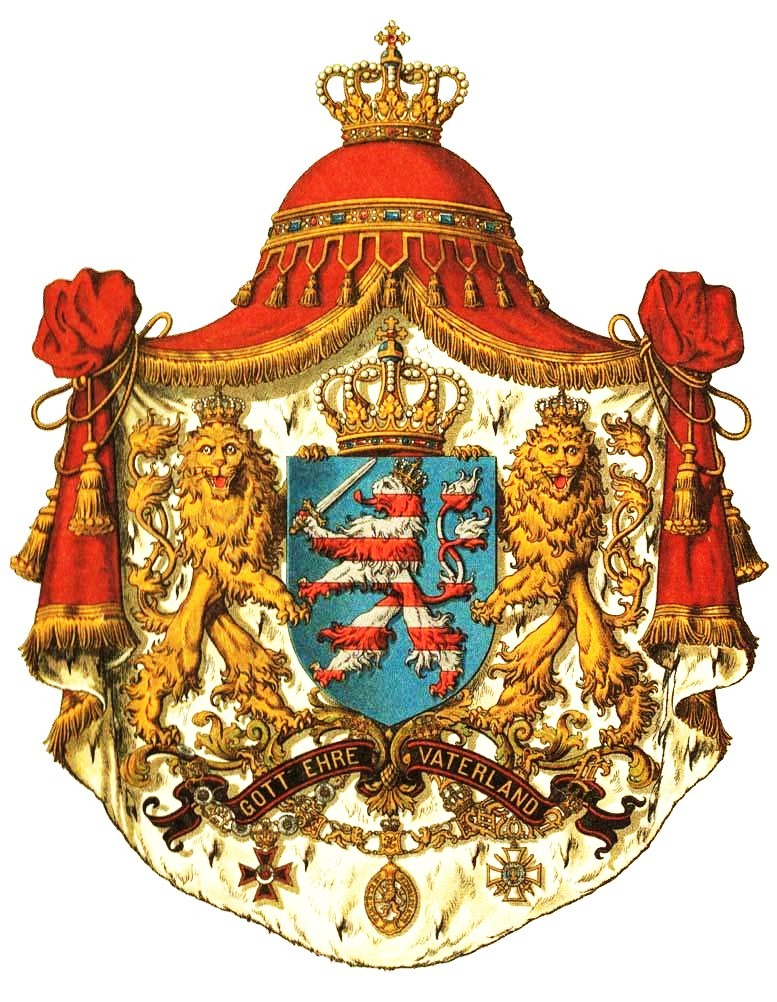
Герб великого герцогства Гессен со знаками династических орденов на цепях (орден Людвига – первый слева)

## Известные носители ордена (избранное)
- Александр II, Российский император
- Вильгельм I, Германский император
- Франц Иосиф I, император Австро-Венгрии
- Леопольд II, король Бельгии
- Виллем III, король Нидерландов
- Кароль I, король Румынии
- Отто фон Бисмарк, канцлер Германии
- А. М. Горчаков, канцлер России
- Мольтке-Старший, германский фельдмаршал